# Viroaga
Viroaga – wieś w Rumunii, w okręgu Konstanca, w gminie Cerchezu. W 2011 roku liczyła 489 mieszkańców.